# Made In Winter
《Made In Winter》는 가수 이수영의 세 번째 정규 음반이다. 이 음반에서 그녀는 음악적 변화를 시도했다. 데뷔 음반과 2집 음반이 현악기 세션이 강조되었던 음반이었다면, 이 음반은 스트링 세션과 단조롭고 거북하지 않은 세션들이 사용되었다. 〈길〉은 기존 이수영의 노래와는 확연히 다른 몽환적인 분위기의 곡으로 주목받았고 〈Farewell Blues〉는 후렴구에서의 급격한 곡 분위기 변화가 인상적이라는 평가를 받았다. 대다수의 음악 평론가들은 이런 음악적 변화에 대해 아쉬움과 약간의 실망을 나타냈으나 그와는 반대로 대중들의 반응은 매우 좋았다. 초판과 재판, 3판이 있으며 3판부터는 〈차라리〉의 오케스트라 세션 버전이 보너스 트랙으로 수록되었다.

## 첫 번째 싱글
〈그리고 사랑해〉는 어쿠스틱 기타와 바이올린 반주가 주를 이루는 포크 록이다. 강한 후렴구가 인상적이라는 평가를 받았다. 대중의 반응도 좋아 차트에서 상위권을 기록하였으나 1위를 기록하진 못했다. 이 음반 수록곡들 중 유일하게 현악기가 사용된 곡이다.

## 두 번째 싱글
〈차라리〉는 원래 음반의 성격답게 조용한 반주와 스트링 세션이 주를 이루는 곡이다. 싱글 활동 당시에는 대중적인 인기몰이를 위해 오케스트라 세션 반주가 사용된 버전으로 새롭게 편곡되었고 곡 마지막 부분에 영어 가사를 새로 삽입하였다. 차트에서는 중상위권을 기록했다.

## 〈그리고 사랑해〉 뮤직 비디오
주연은 배우 김석훈과 이가흔, 송지효이다. 영화필름을 이용해 촬영했으며 드라마타이즈 형식의 뮤직비디오였다.

## 트랙리스트

### 초판
| #  | 제목                                                | 작사   | 작곡         | 편곡                |
| -- | --------------------------------------------------- | ------ | ------------ | ------------------- |
| 1  | Made in Winter                                      |        |              |                     |
| 2  | Farewell Blues                                      | 양재선 | MGR          | MGR, 김영욱         |
| 3  | 그리고 사랑해                                       | 양재선 | MGR          | MGR                 |
| 4  | 혼자 맞는 겨울                                      | 김정도 | Kohmi Hirose | 이준호              |
| 5  | 차라리                                              | 양재선 | MGR          | MGR, 박용준, 황성제 |
| 6  | 아니기를                                            | 이수영 | MGR          | 이준호              |
| 7  | 상처                                                | 김영욱 | 김영욱       | 김영욱              |
| 8  | 사랑은 끝났어                                       | MGR    | 원상우       | 원상우              |
| 9  | 길                                                  | 윤일상 | 윤일상       | 윤일상              |
| 10 | 돌아오면                                            | 조은희 | 김형석       | 김형석, 박용준      |
| 11 | 그리고 사랑해 (acoustic piano instrumental version) |        | MGR          | 박용준              |
| 12 | Farewell Blues (nylon guitar instrumental version)  |        | MGR          | 이성렬              |

### 3판 (세번째 발매, 보너스 트랙)
| #  | 제목                | 작사   | 작곡 | 편곡   |
| -- | ------------------- | ------ | ---- | ------ |
| 13 | 차라리 (Orchestral) | 양재선 | MGR  | 황성제 |